# Serghei Abramov

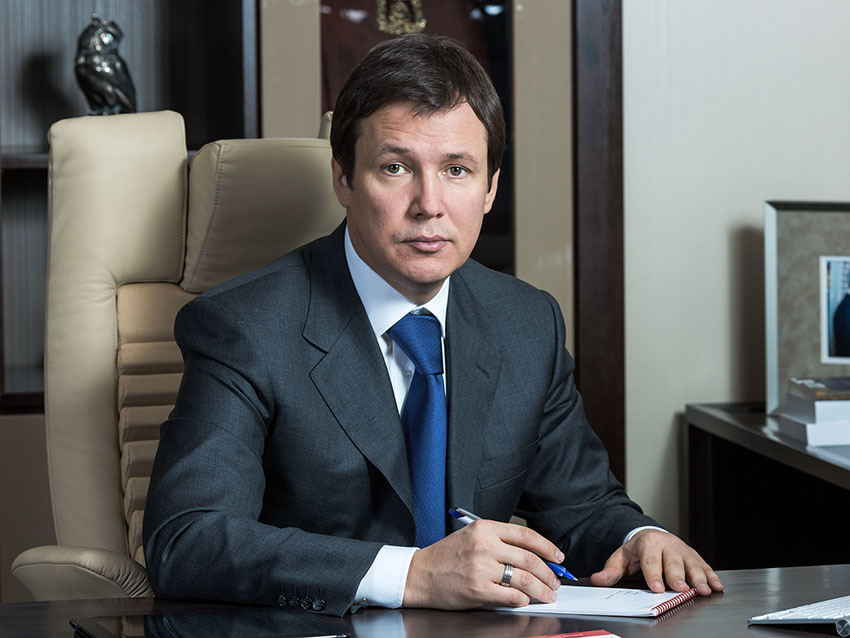
Serghei Abramov

Serghei Borisovici Abramov (rusă Серге́й Бори́сович Абра́мов; n. 29 februarie 1972, Moscova, RSFS Rusă, URSS) este un director de la Moscova al Căilor Ferate Ruse și fost politician.
Abramov este absolvent al fostei Universități Economice de Stat din Tașkent⁠(d). În 2002, în timpul regimului lui Ahmad Kadîrov, la doar 30 de ani, Abramov a fost numit Ministrul de Finanțe al Republicii Cecene. În 2004, după asasinarea lui Ahmad Kadîrov, Abramov a condus temporar guvernul republicii și a supraviețuit el însuși unei serii de tentative de asasinat. Pe 18 noiembrie 2005, Abramov a scăpat cu viață dintr-un accident de mașină foarte grav petrecut la Moscova și a dispărut temporar din viața publică.
Din noiembrie 2010, Abramov conduce Direcția Terminale Feroviare a Căilor Ferate Ruse și se ocupă de ambițiosul program al reconstruirii gărilor din marile orașe.

## Consilier al președintelui Curții de conturi
În ianuarie 2003, Abramov a fost numit consilier al președintelui Curții de conturi a Federației Ruse, Serghei Stepașin. În luna martie a aceluiași an, Abramov a condus inspecția camerei pentru controlul operațional al cheltuielilor bugetare în Republica Cecenă.

## Prim-ministru al Republicii Cecene
16 martie 2004 devine prim-ministru, iar la 9 mai 2004 a devenit președinte în exercițiu al Ceceniei, iar în aceeași zi, președintele Republicii Cecene, Ahmat Kadîrov, a fost ucis de o explozie în timpul unei parade la stadion. Abramov a rămas președinte interimar timp de cinci luni, înainte de a calcula rezultatele noilor alegeri prezidențiale, în care a câștigat Alu Alhanov. Conform mărturiilor, Abramov plănuia să lucreze mult timp în Cecenia, avea de gând să petreacă cinci ani pentru restabilirea orașului Groznîi și a început să studieze limba cecenă. 

## Premii și titluri
Serghei Abramov a primit Ordinul de Onoare (2005), Ordinul lui Akhmat Kadârov.
Lucrarea de onoare a Lucrătorului feroviar onorific al Rusiei Scrisori de onoare, datorită Ministerului Finanțelor al Federației Ruse și Camerei de Audit a Federației Ruse, premii comemorative și jubilee, precum și a armei personale.
Distincția "Pentru servicii către orașul Rybinsk" a fost acordată lui Serghei Abramov, care, fiind șeful Direcției gări de cale ferată rusească, a decis să refacă clădirea gării din Rybinsk și apoi a supravegheat lucrările de restaurare timp de trei ani.
Economist onorat al Republicii Cecene.